# H. R. McMaster
Herbert Raymond McMaster (nascido em 24 de julho de 1962) é um tenente-general aposentado do Exército dos Estados Unidos que serviu como o 26º Conselheiro de Segurança Nacional dos Estados Unidos de 2017 a 2018. Ele também é conhecido por seus papéis na Guerra do Golfo, Operação Liberdade Duradoura e Operação Iraqi Freedom.
Após a Guerra do Golfo, McMaster foi professor de história militar na Academia Militar dos Estados Unidos de 1994 a 1996, tornou-se pesquisador da Hoover Institution, membro do Conselho de Relações Exteriores e Consultor Sênior do Instituto Internacional de Estudos de Relações Estratégicas (IISS). Ele ocupou uma série de cargos no Comando Central dos Estados Unidos. Em 2004, assumiu o comando do 3º Regimento de Cavalaria e lutou contra a insurgência iraquiana em Tal Afar. Ele se tornou um dos principais conselheiros de contrainsurgência do general David Petraeus antes de servir como diretor do Centro de Integração de Capacidades do Exército. Ele também atuou como Adjunto do Comandante de Planejamento da Força Internacional de Assistência à Segurança no Afeganistão e, em 2014, tornou-se Vice-Comandante Geral do Comando de Treinamento e Doutrina do Exército.
Em fevereiro de 2017, McMaster sucedeu a Michael Flynn como conselheiro de segurança nacional do presidente Donald Trump. Ele permaneceu na ativa como tenente-general enquanto servia como Conselheiro de Segurança Nacional e se aposentou em maio de 2018. McMaster renunciou ao cargo de Conselheiro de Segurança Nacional em 22 de março de 2018 e aceitou uma nomeação acadêmica para a Universidade de Stanford em 2018.
McMaster é o Fellow Fouad and Michelle Ajami Senior na Hoover Institution, o Bernard and Susan Liautaud Visiting Fellow no Freeman Spogli Institute for International Studies e professor de administração na Stanford Graduate School of Business.

## Juventude
McMaster nasceu na Filadélfia em 24 de julho de 1962. Seu pai, Herbert McMaster Sr., era um veterano da Guerra da Coréia que se aposentou do Exército como tenente-coronel de Infantaria. Sua mãe, Marie C. "Mimi" McMaster, era professora e administradora. Ele tem uma irmã mais nova, Letitia. Frequentou a Norwood Fontbonne Academy, graduando-se em 1976, e fez o ensino médio na Valley Forge Military Academy, graduando-se em 1980. Ele ganhou uma comissão como segundo tenente ao se formar na Academia Militar dos Estados Unidos em West Point em 1984.

## Carreira militar

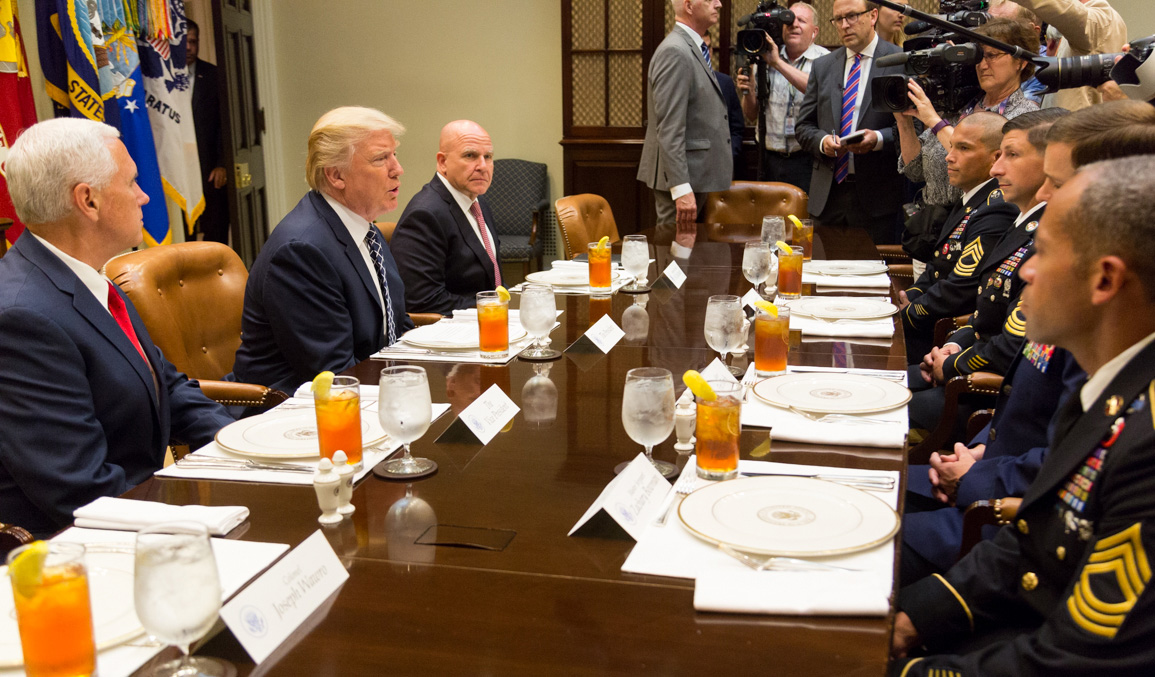
O presidente Donald Trump, o vice-presidente Mike Pence e o conselheiro de segurança nacional, tenente-general HR McMaster, almoçam com os militares em 18 de julho de 2017.

A primeira missão de McMaster após o comissionamento foi para a 2ª Divisão Blindada em Fort Hood, onde serviu em uma variedade de missões de liderança de pelotão e empresa com o 1º Batalhão do 66º Regimento de Blindados. Em 1989, ele foi designado para o 2º Regimento de Cavalaria Blindada em Warner Barracks em Bamberg, Alemanha, onde serviu até 1992, incluindo o desdobramento da Operação Tempestade no Deserto.
Durante a Guerra do Golfo, em 1991, McMaster era um capitão comandante da Tropa Águia do 2º Regimento de Cavalaria Blindada na Batalha de 73 Easting. Durante essa batalha, embora significativamente em menor número e encontrando o inimigo de surpresa quando o tanque líder de McMaster atingiu uma crista no terreno, os nove tanques de sua tropa destruíram 28 tanques da Guarda Republicana Iraquiana sem perda em apenas 23 minutos.
McMaster foi premiado com a Estrela de Prata. A agora famosa batalha é apresentada em vários livros sobre a Operação Tempestade no Deserto e é amplamente referida nos exercícios de treinamento do Exército dos EUA. Também foi discutida no popular livro de não-ficção de Tom Clancy em 1994, Armored Cav.
McMaster foi nomeado major-general em 23 de janeiro de 2012 e selecionado para ser o comandante do Centro de Excelência de Manobra do Exército em Fort Benning. Em fevereiro de 2014, o secretário de Defesa Chuck Hagel nomeou McMaster para tenente-general e em julho de 2014, McMaster conquistou sua terceira estrela quando começou suas funções como vice-comandante geral do Comando de Treinamento e Doutrina do Exército dos EUA e Diretor do Centro de Integração de Capacidades do Exército do TRADOC.
McMaster solicitou sua aposentadoria do Exército após sua renúncia em 22 de março de 2018 como conselheiro de segurança nacional do presidente Trump, pedindo que ele deixasse o serviço naquele verão.

## Assessor de Segurança Nacional
Em 20 de fevereiro de 2017, o presidente dos EUA, Donald Trump, nomeou McMaster para o cargo de Conselheiro de Segurança Nacional após a renúncia de Michael T. Flynn em 13 de fevereiro. McMaster disse na época que pretendia "permanecer na ativa enquanto atuava como conselheiro de segurança nacional".

### Demissão
Em 15 de março de 2018, foi relatado que Trump havia decidido demitir McMaster de seu cargo em uma data posterior não especificada. A secretária de imprensa da Casa Branca, Sarah Huckabee Sanders, negou os relatos em um tweet, alegando que nada havia mudado no Conselho de Segurança Nacional.
Em 22 de março de 2018, McMaster renunciou ao cargo de Conselheiro de Segurança Nacional após conflitos com Trump.
A cerimônia de aposentadoria de McMaster foi realizada em 18 de maio de 2018. Teve lugar na Joint Base Myer-Henderson Hall, e foi presidida pelo General Mark A. Milley, Chefe do Estado-Maior do Exército.  Entre as condecorações e honras que McMaster recebeu estava uma terceira condecoração da Medalha de Serviços Distintos do Exército.

## Carreira pós-militar
A HarperCollins publicou as memórias de McMaster, Battlegrounds: The Fight to Defend the Free World, em setembro de 2020.
McMaster é membro do Conselho de Administração do Atlantic Council e, em 2019, tornou-se membro do Conselho Consultivo da Spirit of America, uma organização 501(c)(3) que apoia o pessoal destacado dos EUA. Em 2020, McMaster tornou-se membro do conselho da Zoom Video Communications, e conselheiro do Mischler Financial Group Inc. Ele é presidente do Ergo's Flashpoints Forum, uma empresa de consultoria. Em setembro de 2021, McMaster ingressou no conselho consultivo da corporação de inteligência geoespacial Edgybees. No final de 2021, ingressou no conselho consultivo da corporação de inteligência artificial C3 AI. Em janeiro de 2022, ele se juntou ao conselho consultivo da Strider Technologies, uma empresa de software focada no risco de política econômica vis-à-vis a concorrência estratégica com a China.